# جوزف راسکین
ژوزف راسکین (انگلیسی: Joseph Ruskin؛ ۱۴ آوریل ۱۹۲۴ – ۲۸ دسامبر ۲۰۱۳ (۸۹ سال)) یک هنرپیشه اهل ایالات متحده آمریکا بود. وی بین سال‌های ۱۹۵۵ تا ۲۰۱۳ میلادی فعالیت می‌کرد.